# Ксьонжно
Ксьонжно (пол. Książno, нім. Schondorf) — село в Польщі, у гміні Мілослав Вжесінського повіту Великопольського воєводства.
Населення — 176 осіб (2011).
У 1975-1998 роках село належало до Познанського воєводства.

## Демографія
Демографічна структура станом на 31 березня 2011 року:
|          | Загалом | Допрацездатний вік | Працездатний вік | Постпрацездатний вік |
| -------- | ------- | ------------------ | ---------------- | -------------------- |
| Чоловіки | 91      | 17                 | 68               | 6                    |
| Жінки    | 85      | 16                 | 49               | 20                   |
| Разом    | 176     | 33                 | 117              | 26                   |